# Dendrodoa minuta
Dendrodoa minuta är en sjöpungsart som först beskrevs av Bonnevie 1896.  Dendrodoa minuta ingår i släktet Dendrodoa och familjen Styelidae. Inga underarter finns listade i Catalogue of Life.